# Хрещате (Куп'янський район)
Хрещате — колишнє село в Куп'янському районі Харківської області, підпорядковувалося Лісностінківська сільській раді.
1977 року в селі проживало 10 людей. Зняте з обліку 1987 року.
Село знаходилося за 2 км від річки Синиха та однойменного села. Неподалік розміщений невеликий лісовий масив, у самому селі знаходився ставок.

## Принагідно
- Перелік актів, за якими проведені зміни в адміністративно-територіальному устрої України
- Мапіо